# 3455 Крістенсен
3455 Крістенсен (3455 Kristensen) — астероїд головного поясу, відкритий 20 серпня 1985 року.
Тіссеранів параметр щодо Юпітера — 3,627.